# Khủng hoảng năng lượng
Khủng hoảng năng lượng là bất kỳ nút thắt đáng kể nào trong việc cung cấp tài nguyên năng lượng cho nền kinh tế. Trong văn học, nó thường đề cập đến một trong những nguồn năng lượng được sử dụng tại một thời điểm và địa điểm nhất định, đặc biệt là các nguồn cung cấp lưới điện quốc gia hoặc sử dụng làm nhiên liệu trong phát triển công nghiệp và tăng trưởng dân số đã dẫn đến sự gia tăng nhu cầu năng lượng toàn cầu trong những năm gần đây. Trong những năm 2000, nhu cầu mới này - cùng với căng thẳng ở Trung Đông, giá trị đồng đô la Mỹ giảm, trữ lượng dầu suy giảm, lo ngại về dầu cao điểm và đầu cơ giá dầu - đã gây ra cuộc khủng hoảng năng lượng năm 2000, khiến giá dầu tăng mức cao nhất mọi thời đại là  147,30 USD một thùng trong năm 2008.

## Nguyên nhân

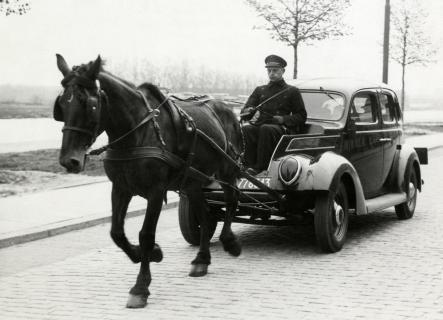
Sự thiếu hụt xăng dầu trong Thế chiến II đã mang lại sự hồi sinh của việc vận chuyển bằng xe ngựa.

Hầu hết các cuộc khủng hoảng năng lượng đã được gây ra bởi sự thiếu hụt cục bộ, chiến tranh và thao túng thị trường. Một số người lập luận rằng các hành động của chính phủ như tăng thuế, quốc hữu hóa các công ty năng lượng và điều tiết ngành năng lượng, cung cấp dịch vụ và nhu cầu năng lượng ra khỏi trạng thái cân bằng kinh tế. Tuy nhiên, cuộc khủng hoảng năng lượng lịch sử gần đây được liệt kê dưới đây không phải do các yếu tố đó gây ra. Thất bại thị trường là có thể khi thao túng độc quyền thị trường xảy ra. Một cuộc khủng hoảng có thể phát triển do những hành động công nghiệp như công đoàn tổ chức các cuộc đình công và cấm vận của chính phủ. Nguyên nhân có thể là do tiêu thụ quá mức, cơ sở hạ tầng lão hóa, gián đoạn do tắc nghẽn hoặc nút thắt tại các nhà máy lọc dầu và các cơ sở cảng hạn chế cung cấp nhiên liệu. Trường hợp khẩn cấp có thể xuất hiện trong mùa đông rất lạnh do tiêu thụ năng lượng tăng.
Biến động lớn và thao túng trong các công cụ phái sinh trong tương lai có thể có tác động đáng kể đến giá cả. Các ngân hàng đầu tư lớn kiểm soát 80% các sản phẩm phái sinh từ tháng 5 năm 2012, so với 30% chỉ một thập kỷ trước. Sự gia tăng này đã góp phần cải thiện sản lượng năng lượng toàn cầu từ 117 687 TWh năm 2000 lên 143 851TWh năm 2008  Những hạn chế trong thương mại tự do đối với các công cụ phái sinh có thể đảo ngược xu hướng tăng trưởng trong sản xuất năng lượng. Bộ trưởng Dầu Kuwaiti Hani Hussein tuyên bố rằng "Theo lý thuyết cung và cầu, giá dầu ngày nay không hợp lý", trong một cuộc phỏng vấn với Upstream.
Sự cố đường ống và các tai nạn khác có thể gây ra sự gián đoạn nhỏ đối với nguồn cung cấp năng lượng. Một cuộc khủng hoảng có thể có thể xuất hiện sau khi thiệt hại cơ sở hạ tầng từ thời tiết khắc nghiệt. Các cuộc tấn công của những kẻ khủng bố hoặc dân quân vào cơ sở hạ tầng quan trọng là một vấn đề có thể xảy ra đối với người tiêu dùng năng lượng, với một cuộc tấn công thành công vào một cơ sở ở Trung Đông có khả năng gây ra tình trạng thiếu hụt toàn cầu. Các sự kiện chính trị, ví dụ, khi các chính phủ thay đổi do thay đổi chế độ, chế độ quân chủ sụp đổ, chiếm đóng quân sự và đảo chính có thể làm gián đoạn sản xuất dầu khí và tạo ra sự thiếu hụt. Thiếu nhiên liệu cũng có thể là do việc sử dụng nhiên liệu quá mức và vô ích.